# Euphemia (Kaiserin)
Euphemia († vor 527) war die Frau des (ost-)römischen Kaisers Justin I.
Sie soll ursprünglich eine barbarische Sklavin gewesen sein. Sie hieß wohl ursprünglich Lupicinia und war nur wenig gebildet, dennoch nahm sie als Augusta ihre Rolle sehr ernst. Laut der Suda war sie fromm und unterstützte Kirchenbauten. Ebenso stand sie mit dem Bischof von Rom in Briefkontakt. Sie starb vor ihrem Mann, und erst durch ihren Tod wurde der Weg frei für die Verbindung zwischen Justins Neffen Petrus und Theodora.